# Hotel (jeu)
Pour les articles homonymes, voir Hotel.
Hotel est un jeu de société sur plateau édité par la Milton Bradley Company. À l'instar du Monopoly, le but du jeu consiste à ruiner ses concurrents par des opérations immobilières, en les poussant au-delà de leurs moyens. Il symbolise les aspects apparents et spectaculaires du capitalisme, les fortunes se faisant et se défaisant au fil des coups de dés. On peut acheter des entrées entre la case " achat d'entrée"

## Description

### Principe
Hotel est un jeu de société sur parcours dont le but, à travers l'achat et la vente de propriétés, est de ruiner ses adversaires en leur facturant des nuitées de luxe dans des hôtels thématiques de standing. Le hasard du lancer de dés y joue une part importante.
Publié en 1986 en Europe puis en 1987 aux États-Unis, ce jeu a été édité au Royaume-Uni en 1974 sous le nom « Denys Fischer's Hotel » avec des règles identiques à celles de la version actuelle.

### Matériel de jeu
Une boîte contient un tablier de jeu rectangulaire (ou carré, selon les versions) arborant un parcours bordé de cases, entourées de domaines accueillant  chacune un hôtel. Il y a 8 hôtels au total : Boomerang ( Australie), Fujiyama ( Japon), Royal ( Royaume-Uni), Étoile ( France), President ( États-Unis), Waïkiki ( Hawaï), Taj Mahal ( Inde) et Safari ( Kenya) ; Ainsi qu'une banque et une mairie. Un hôtel comprend les bâtiments ainsi qu'une base de loisirs sur les pourtours des bâtiments. Quatre voitures, de couleur rouge, verte, bleue et jaune font office de pions. De l’argent symbolique (billets de 50, 100, 500, 1 000 et 5 000), un dé normal, un dé de 6 spécial « permis de construire » ainsi que des entrées d'hôtel (servant à marquer les propriétés sur les cases) complètent le matériel du jeu. Le jeu peut se pratiquer entre deux, trois, ou bien quatre joueurs.

### Règles officielles

#### Déroulement
Un joueur est désigné pour tenir également le rôle du banquier. Le jeu se déroule en tour par tour, avec un dé ordinaire à 6 faces. Chaque joueur lance le dé, avance son pion sur le parcours, puis selon la case sur laquelle il s’arrête effectue une action correspondante.

##### Construction d'hôtel
Pour pouvoir construire, une fois le titre de propriété acquis, le joueur doit lancer le dé à 6 faces spécial « permis de construire » quand il tombe sur une case « construction ». Une face, de couleur rouge, signifie le rejet de sa demande de permis de construire, la couleur verte signifie l'autorisation de construire, le chiffre 2 signifie que le joueur doit payer le double du montant inscrit sur le titre de propriété, et la lettre H signifie que le joueur peut construire gratuitement.
Le joueur doit obligatoirement effectuer ses actions dans l'ordre suivant :
1. Acquérir le terrain en achetant le titre de propriété à la banque
2. Construire tous les bâtiments dans l'ordre en commençant par le bâtiment principal (le plus onéreux des bâtiments)
3. Acheter la base de loisirs

#### Entrées
Lorsqu'un joueur s'est porté acquéreur d'un hôtel, il lui faut encore acquérir les cases du parcours, c'est-à-dire s'arroger les cases du parcours des pions mitoyennes de son hôtel, afin que les joueurs visitent son hôtel plutôt que celui sur le trottoir d'en face. Cela se fait à l'aide des entrées, de petits pions en forme de perron, qui servent à réserver des cases : il ne peut y avoir qu'une entrée d'hôtel par case. Cela permet l'ajout d'un composant stratégique à la partie, en permettant à un joueur d'acheter des cases mitoyennes ou au contraire de séparer les cases pour étendre la zone de risque.

#### Terrains
Les terrains sont groupés par nom d'hôtel. Dès qu’un joueur est en possession du titre de propriété de l'hôtel, il est en mesure d’y construire des bâtiments, puis sa base de loisirs une fois l'ensemble immobilier construits.
Chaque construction augmente le loyer des nuitées du par le joueur tombant sur la case achetée au propriétaire de l'hôtel visité.

#### Fin du jeu
Le vainqueur est le dernier joueur n’ayant pas fait faillite.